# 킴 밀포드

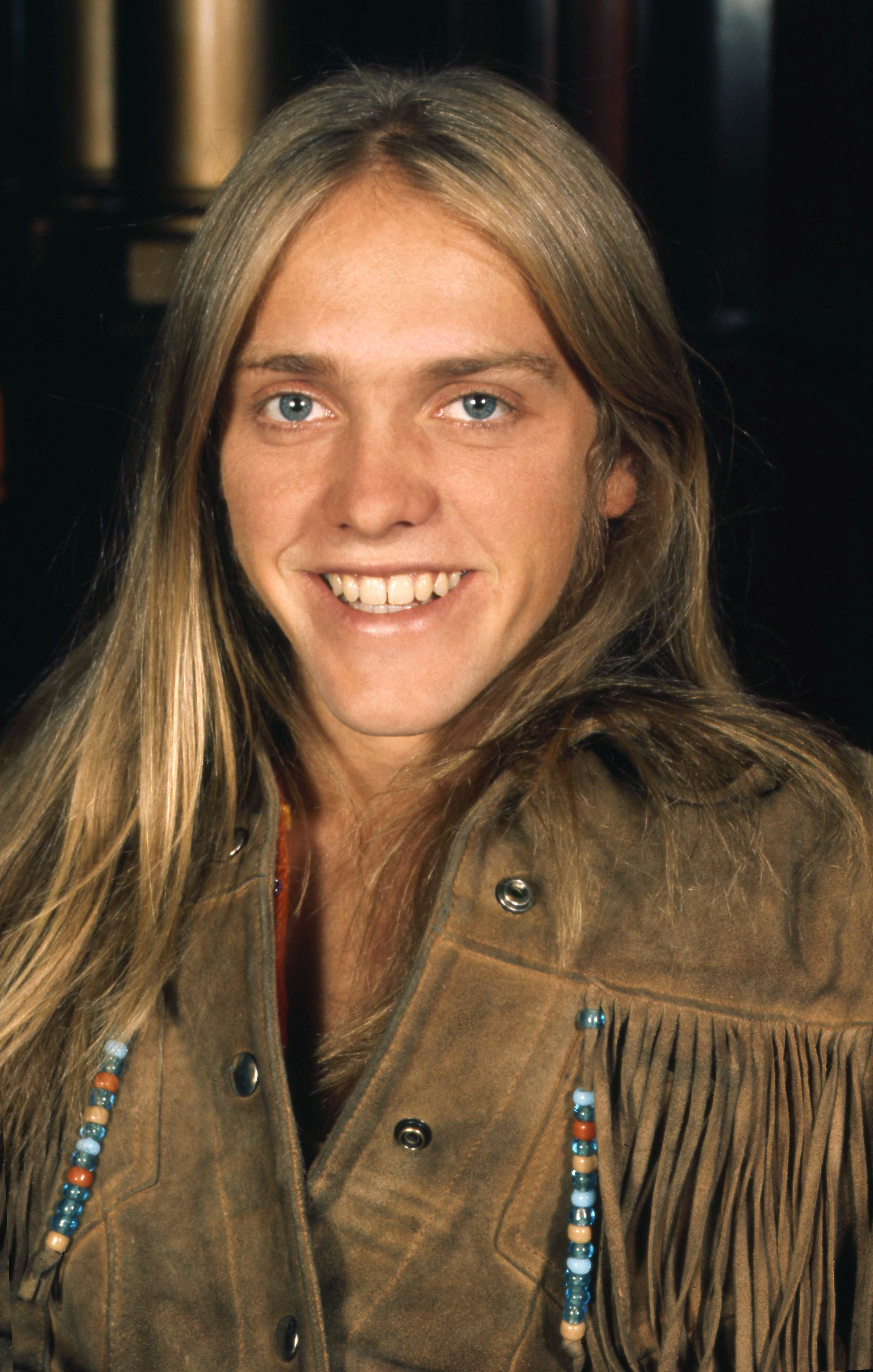

킴 밀포드(Kim Milford, 1951년 2월 7일 ~ 1988년 6월 16일)는 미국의 배우, 싱어송라이터, 작곡가, 텔레비전 배우, 기타 연주자이다.
시카고에서 사망하였다.

## 영화
- 이스케이프 (1990년)
- 나이트메어 눈 (1988년)
- 돌격 준비 (1986년)
- 레이저블래스트 (1978년)
- 좋은 형제들 (1978년)